# Wakriya AC
O Wakriya Athlétic Club é um clube de futebol sediado em Boké , na Guiné . O clube joga na Guiné Championnat National , que é a liga mais alta do futebol guineense.
O clube participará da Copa das Confederações da CAF em 2018–19  , como vice-campeã da Copa Nacional de 2018.